# Doris Wolters
Doris Wolters (* 1952 in Fürth) ist eine deutsche Schauspielerin und Hörspielsprecherin.

## Leben
Sie lebt in Sölden bei Freiburg und arbeitet seit 1975 als Schauspielerin. Nach Engagements an den Theatern in Nürnberg, Erlangen, Pforzheim, Karlsruhe, Freiburg und Basel arbeitet sie nun als Sprecherin in Hörspielen, Radio- und Fernsehfeatures (Arte, WDR, SWR, SRF) sowie zahlreichen Hörbuchproduktionen.
Laut ARD-Hörspieldatenbank wirkte Doris Wolters in der Zeit von 1984 bis 2023 als Sprecherin in 139 Hörspielen mit.

## Hörbücher
Auswahl aus ca. 50
- Helga M. Novak: „Solange noch Liebesbriefe eintreffen“ (nominiert für den Dt. Hörbuchpreis 2008)
- Ingeborg Bachmann: „Eine einzige Stunde frei sein“ (Lyrik und Jazz mit Charlie Mariano und Dieter Ilg)
- Elisabeth von Arnim: „Verzauberter April“
- Rudyard Kipling: „Das Dschungelbuch“ (in der Neuübersetzung)
- Erika Mann: „Ausgerechnet Ich“ und „Stoffel fliegt übers Meer“ (Kinderbuch)
- Kurt Tucholsky: „Ich vertreibe mir so mein Leben“ (mit Ilja Richter)
- Joachim Ringelnatz: „Bunt stimmt viel froher“ (mit Ilja Richter)
- Zsuzsa Bánk: „Die hellen Tage“
- Marguerite Duras: „Der Schmerz“
- Friedrich Hölderlin: „Hyperion“ (mit Jens Harzer)

## Auszeichnungen
Doris Wolters wurde in der Kategorie Beste Interpretin für Die hellen Tage mit dem Deutschen Hörbuchpreis 2012 ausgezeichnet.